# Martin Germann

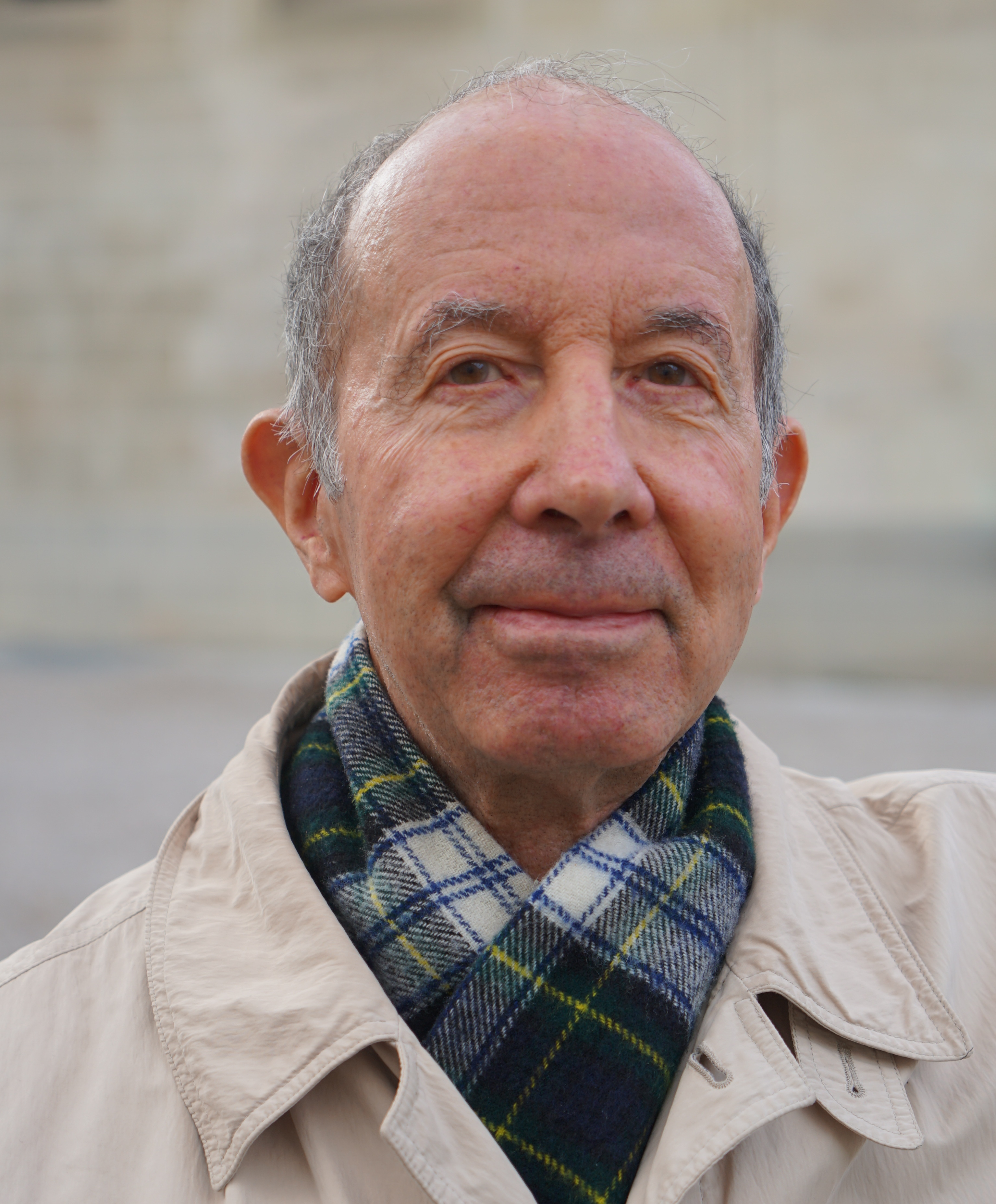
Martin Germann, 2024

Friedrich Martin Rudolf Germann (* 18. August 1942 in Schaffhausen) ist ein Schweizer Bibliothekar, Historiker und Sachbuchautor.

## Leben
Martin Germann besuchte die Schulen in Zug und Luzern. Von 1958 bis 1962 wurde er im Seminar Muristalden in Bern zum Lehrer ausgebildet. Diesen Beruf übte er zwei Jahre aus, bevor er an den Universitäten Zürich und Basel Geschichte und Sprachwissenschaften studierte. Er beteiligte sich an einer Faksimile-Edition der Diplomata Karolinorum  und dem Catalogue des manuscrits datés. Martin Germann doktorierte zu Johann Jakob Thurneysen dem Jüngeren, einem Basler Verleger, Buchdrucker und Buchhändler des ausgehenden 18. Jahrhunderts, und legte 1971 seine Doktorprüfung ab.
Martin Germann arbeitete zunächst in der Zentralbibliothek in Zürich und machte sich dort einen Namen als Inkunabelkenner. Später war er in der Handschriftensammlung der Burgerbibliothek in Bern tätig. 
Beiträge Martin Germanns zur Buchdruckkunst, besonders seine Funde von Unikaten der ältesten Zürcher Drucke (1991) sowie eines Exemplars von Gutenbergs 31-zeiligem Ablassbrief (1995), wurden im Gutenberg-Jahrbuch sowie in anderen Fachzeitschriften veröffentlicht.

## Schriften (Auswahl)

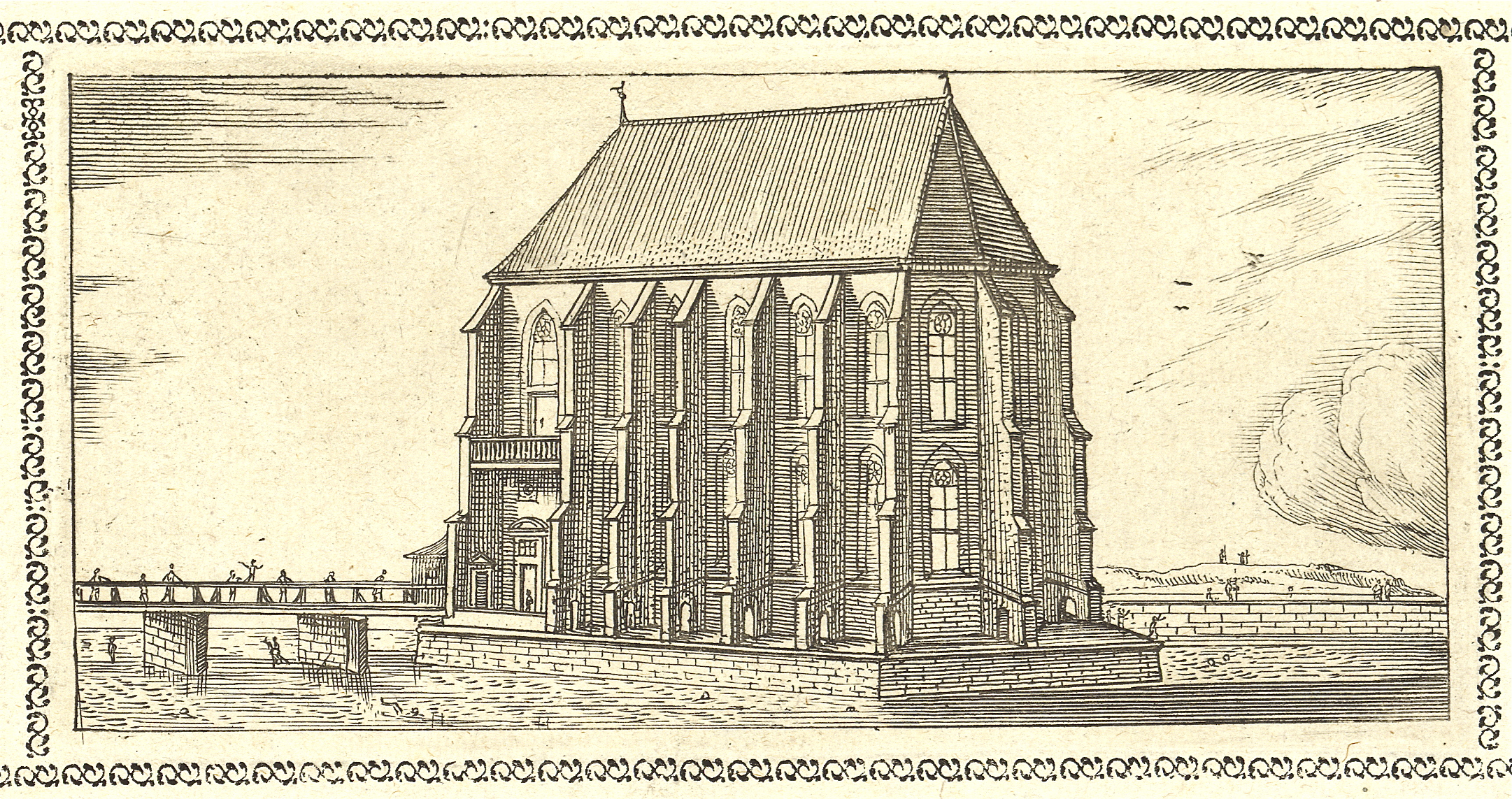
Wasserkirche Zürich (1661), Radierung von Conrad Meyer

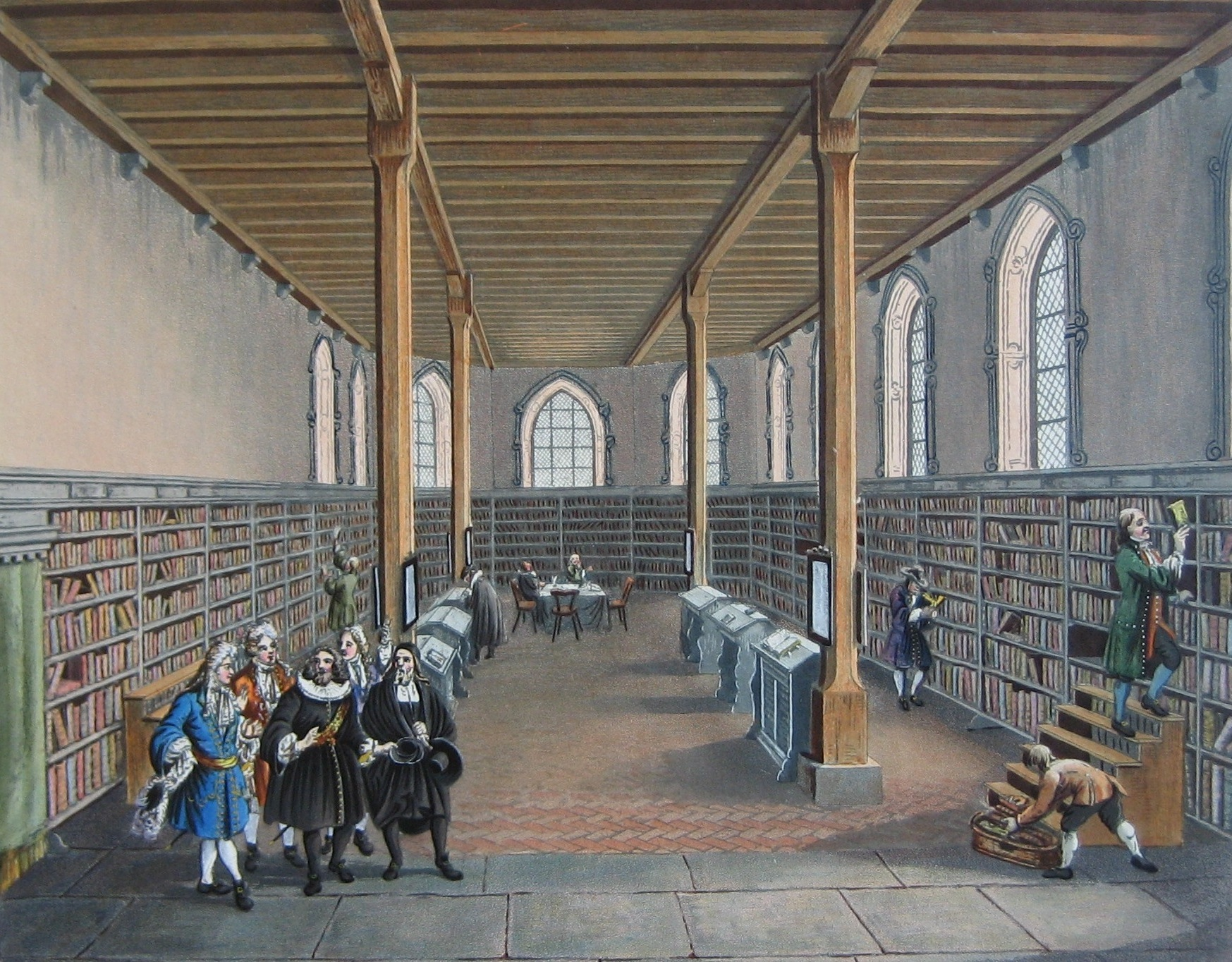
Die Wasserkirche als erste Stadtbibliothek von Zürich;
Zeichnung von Franz Hegi, 1845

- Johann Jakob Thurneysen der Jüngere, 1754–1803: Verleger, Buchdrucker und Buchhaendler in Basel. Ein Beitrag zur Geschichte der Spätaufklärung in Basel und zur Geschichte des Eindringens der englischen und franzoesischen Aufklärung im deutschen Sprachgebiet am Ende des 18. Jahrhunderts (= Basler Beiträge zur Geschichtswissenschaft, Bd. 128). Helbing & Lichtenhahn, Basel 1973.
- zusammen mit Jean-Pierre Bodmer: Kantonsbibliothek Zürich 1835–1915: zwischen Bibliothek des Chorherrenstifts Grossmünster und Zentralbibliothek, Zentralbibliothek Zürich, Ausstellung, 12. November 1985 bis 10. Januar 1986, Katalog. Zentralbibliothek, Zürich 1985, ISBN 3-299-00006-3.
- Die reformierte Stiftsbibliothek am Großmünster Zürich im 16. Jahrhundert und die Anfänge der neuzeitlichen Bibliographie. Rekonstruktion des Buchbestandes und seiner Herkunft, der Bücheraufstellung und des Bibliotheksraumes. Mit Edition des Inventars von 1532/1551 von Conrad Pellikan. Harrassowitz, Wiesbaden 1992, ISBN 3-447-03482-3.
- Fundort Bucheinband: Ein Zürcher Kalender auf das Jahr 1482. Mit einem Überblick über die Zürcher Offizin und ihre Drucke 1479 bis um 1481. In: Gutenberg-Jahrbuch. Verlag der Gutenberg-Gesellschaft, Bd. 68, Mainz 1993, S. 66–87 (doi:10.5169/seals-388554).
- Neufund eines Exemplars von Gutenbergs 31zeiligem Ablassbrief von 1454/1455 (GW 6556) in der Zentralbibliothek Zürich: Bericht zum Fund und Überblick über den Stand der Kenntnisse der Druckgeschichte. In: Gutenberg-Jahrbuch. Bd. 70, Verlag der Gutenberg-Gesellschaft, Mainz 1995, S. 52–56.
- Zürichs erste Druckerei (1479–1481), Predigerkloster. In: Bettelorden, Bruderschaften und Beginen in Zürich, Stadtkultur und Seelenheil im Mittelalter; hrsg. von Barbara Helbling u. a. Verlag NZZ, Zürich 2002, S. 151–157.
- Spolien von vier mittelalterlichen Privatbibliotheken in der Schweiz: in den Bibliotheken von Bern, Sankt Gallen, und Zürich, sowie im Musée historique de la Neuville (Bern). In: Le biblioteche private come paradigma bibliografico, a cura di Fiammetta Sabba, S. 255–276. Bulzoni, Roma 2008.
- Hanny Fries (1918–2009) als Buchillustratorin: Die frühen Jahre (bis 1955). In: Librarium, Zeitschrift der Schweizerischen Bibliophilen-Gesellschaft. Jg. 54 Nr. 1, 2011, S. 2–20 (doi:10.5169/seals-388891); und Die Jahre seit 1955. Jg. 56, Nr. 2/3, 2013, S. 63–82.